# Maria Dolors Gimbernat
Maria Dolors Gimbernat (¿Barcelona?, siglo XX) es una exjugadora de balonmano, campeona de liga hasta en 7 ocasiones e internacional con la Selección española.

## Trayectoria
Una de las grandes campeonas de los inicios del balonmano en España, empezó su carrera jugando con el Club Medina de Barcelona, con las que ganó dos campeonatos de Liga (1960/61 y 1962/63).
Tras su última liga compitió con el otro club catalán de la época, el Picadero Jockey Club, con el que consiguió otros cinco Campeonatos de España, el primero en 1964 y cuatro de ellos de forma consecutiva,no en vano el Jockey Club fue el equipo dominador durante la década de 1960.
Fue internacional con la selección española de balonmano en tres ocasiones y se retiró tras la temporada 1969/70.

### Clubes
- 1958–1963: Club Medina de Barcelona
- 1963–1970: Picadero Jockey Club

## Palmarés
- 7 x Ligas de España (1960/61, 1962/63, 1963/64, 1964/65, 1965/66, 1966/67, 1969/70)